# Günter Stüttgen
Günter Stüttgen (* 23. Januar 1919 in Düsseldorf; † 21. Oktober 2003 in Berlin) war ein deutscher Dermatologe und Hochschullehrer. Er leitete von 1968 bis 1988 als Ordinarius und Chefarzt die Universitäts-Hautklinik und Poliklinik der Freien Universität Berlin im Rudolf-Virchow-Krankenhaus. Bekannt wurde er für seinen humanitären Einsatz für die Verwundeten beider Seiten in der Schlacht im Hürtgenwald.

## Leben und Wirken

### Studium
Stüttgen studierte nach dem Abitur in Düsseldorf Medizin an den Universitäten in Freiburg, Marburg und Düsseldorf. Das Staatsexamen legt er 1943 ab.

### Das „Wunder vom Hürtgenwald“
Internationale Berühmtheit erlangte Stüttgen insbesondere infolge seiner Tätigkeiten als Hauptmann und Truppenarzt während der Allerseelenschlacht vom 4. bis 12. November 1944, einer der drei Teilschlachten der Schlacht im Hürtgenwald, der längsten Schlacht des Zweiten Weltkriegs auf deutschem Boden, bei der insgesamt 24.000 Kriegstote beider Seiten gezählt wurden. Der schon damals mit dem Eisernen Kreuz ausgezeichnete Arzt behandelte – wie von den Genfer Konventionen vorgesehen – auch amerikanische Kriegsverwundete in seinem Sanitätsstützpunkt. Am 7. November 1944 kam es zu ersten direkten Kontakten mit amerikanischem Sanitätspersonal und es gelang Stüttgen insgesamt dreimal, unter Rückendeckung des Regimentskommandeurs Oberst Rösler, mehrstündige Kampfpausen auszuhandeln, in denen beide Seiten ihre Verwundeten retten konnten und versorgte Patienten gegenseitig ausgetauscht wurden. Zeitweise arbeitete er in seinem Sanitätsunterstand mit amerikanischem Sanitätspersonal zusammen. Hunderte von Soldaten beider Seiten verdankten Stüttgens engagiertem Einsatz ihr Leben. „Wir hatten Respekt voreinander“, erklärte Günter Stüttgen in einem Interview in der Welt vom 23. Juni, 2001 „Respekt, den nur Soldaten voreinander haben können, die den Schrecken des Krieges kennen.“
Gegen Kriegsende übergab Stüttgen ein an einem anderen Kampfabschnitt gelegenes ganzes Lazarett kampflos in die Hand der anrückenden Alliierten und wurde dafür in Abwesenheit zum Tode verurteilt.
Fast 50 Jahre lang waren die außerordentlichen Vorgänge im Hürtgenwald in Vergessenheit geraten. Zu Beginn der 1990er Jahre weckten die zahlreichen Schilderungen amerikanischer Kriegsteilnehmer über das „Miracle of Hurtgen Forest“ und den „German doctor“ das Interesse amerikanischer Militärhistoriker. Zusammen mit aktiven Angehörigen der 28. US-Infanteriedivision machten sie sich auf die Suche und identifizierten 1996 Günter Stüttgen als den gesuchten „German doctor“.
Für seinen Akt der Humanität gegenüber dem Feind wurde Günter Stüttgen am 12. November 1996 im Rahmen eines Festakts im Capitol in Harrisburg geehrt. Darüber hinaus wurde das Ereignis in einer Ehrenurkunde und einem Gemälde festgehalten. Das Original mit dem Titel A Time for Healing hängt heute im Museum der Nationalgarde, eine Kopie im Museum Hürtgenwald 1944 in Vossenack.

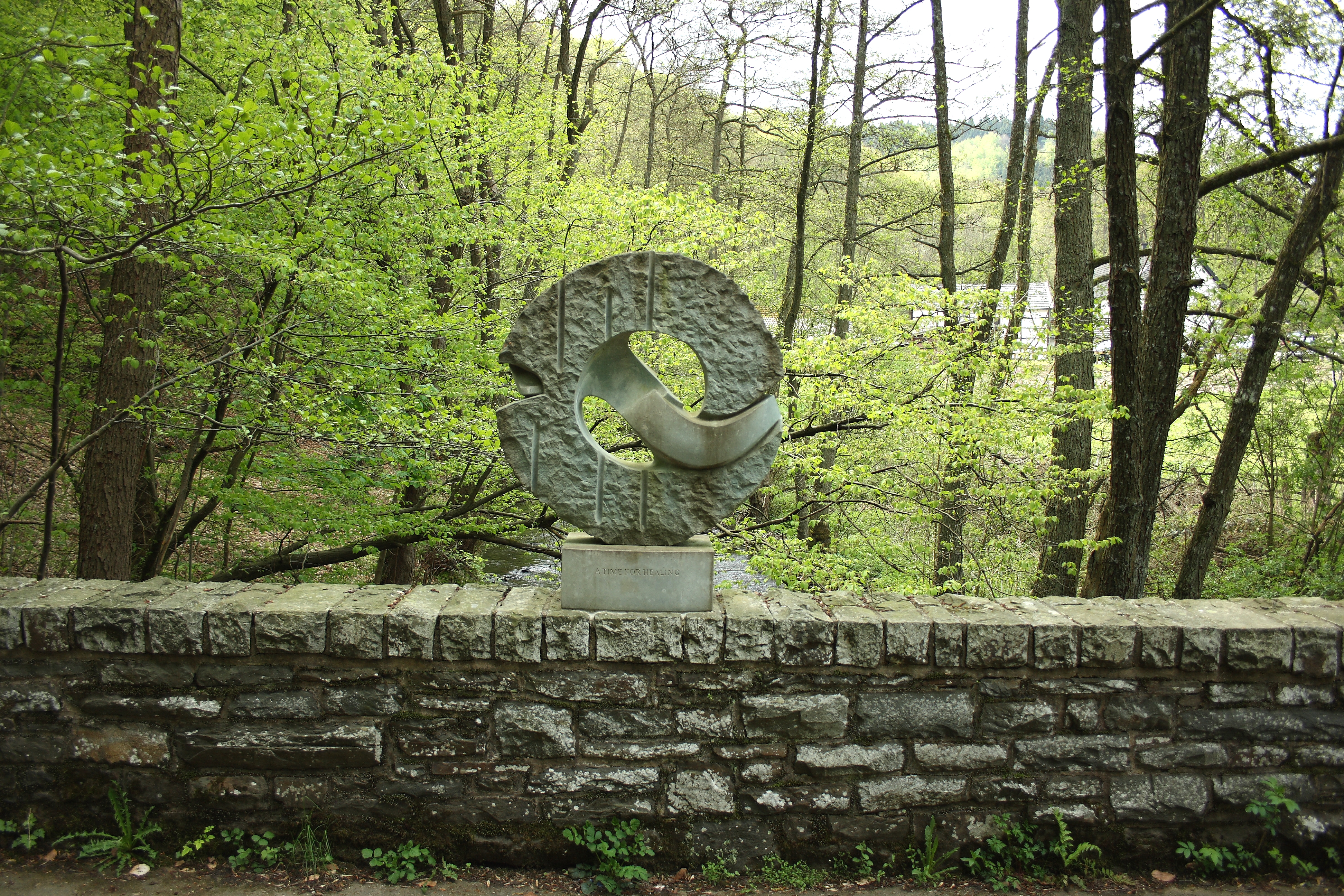
Gedenkskulptur an der Kallbrücke

Den gleichen Namen trägt eine Skulptur aus Dolomit des Vettweißer Bildhauers Michael Pohlmann, die zum Gedenken am 7. November 2004 auf der Brücke über die Kall zwischen Vossenack und Schmidt aufgestellt wurde. Die auf schmalem Sockel stehende, roh behauene, ringförmige Scheibe ähnelt einem steinernen Rad, dessen Nabe eine verbogene, glatt polierte, metallene Welle durchdringt. Der Künstler sieht darin einen Ausdruck für das raue Umfeld, in dem sich die humanitären Begegnungen ereignen. Eine zweisprachige Infotafel von Tillmann Schmitten mit Erläuterungen zu den Hintergründen der Ereignisse während der Allerseelenschlacht wurde im September 2005 nahebei aufgestellt.
Auszug aus der Rede anlässlich der Gedenkfeier 60 Jahre Kämpfe im Hürtgenwald und Einweihung der Gedenkskulptur am 7. November 2004 von John A. Brogan III, US-Generalkonsul a. D.:

„Unmöglich rationale Worte zu finden, um das ungestüme Töten, das tobende Auslöschen von Leben zu beschreiben. Es ist ein gottverlassenes Fleckchen deutscher Erde, erfüllt vom Nachhall berstender Explosionen. Erfüllt auch vom Widerhall von Todesschreien und gebadet in Blut. Und dann, im Moment größter Not, in der dunkelsten Stunde, dann wenn nur noch Verzweiflung herrscht, zeigt sich, dass dieser Ort größter Misere nicht von Gott verlassen ist. Denn jetzt geschieht ein unfassbares Wunder. […] Sechzig Jahre sind es her und an diesem Tag betritt ein nobler und heldenhafter deutscher Militärarzt mit seinen Sanitätern langsam das Schlachtfeld. Hauptmann Günther Stüttgen traut sich hervor, um die Toten zu bergen und den Verletzten zu helfen, und zwar ohne zu unterscheiden, ob amerikanisch oder deutsch, und erwirkt einen De-facto-Waffenstillstand, der den Tod für drei unvergessliche Tage besiegt. […] Der Mut und sein Anstand werden immer geehrt werden – nicht nur dann, wenn ehemalige Soldaten, die hier kämpften, sich treffen. Auch für uns Amerikaner ist Hauptmann Stüttgen sowohl Vorbild wie auch Sinnbild des Helden.“

Stüttgen ist damit neben Friedrich Lengfeld der zweite deutsche Soldat und Teilnehmer der Schlacht im Hürtgenwald, der von seinen ehemaligen Gegnern geehrt wurde.

### Medizinische Karriere
Bereits 1945 aus der Kriegsgefangenschaft entlassen, setzte er seine Arbeit als Arzt fort. 1951 wurde er allein unter Anerkennung seiner bis dahin publizierten Arbeiten und ohne Habilitationsschrift für die Fächer Dermatologie und Venerologie habilitiert. Im Jahre 1957 erhielt er eine außerordentliche Professur. Stüttgen forschte insbesondere im Bereich der Penetrationskinetik von Substanzen durch die Haut. Insbesondere ist sein Name verbunden mit der Anwendung von Vitamin A bzw. der Retinoiden in der Dermatologie. Stüttgen war darüber hinaus Mitglied der Arzneimittelkommission A des früheren Bundesgesundheitsamtes, welche nach der Thalidomid-Katastrophe (Contergan) gegründet wurde.
Mit Constantin E. Orfanos war er 1962 bei einem Pockenausbruch in Simmerath und in dessen Ortsteil Lammersdorf, das am Hürtgenwald liegt, im Einsatz. Beide waren später Kollegen an der FU Berlin und sie verband eine enge Freundschaft. Er erkrankte selbst an der von den Behörden anfangs nicht erkannten Krankheit, wurde aber wieder gesund. 1963 wurde er für sein Engagement in Simmerath mit dem Verdienstorden der Bundesrepublik Deutschland ausgezeichnet, überreicht durch Ministerpräsident Franz Meyers. Später wurde er leitender Oberarzt der Hautklinik der Johann Wolfgang Goethe-Universität in Frankfurt am Main. 
Von 1968 bis 1988 leitete er als Ordinarius und Chefarzt die Universitäts-Hautklinik und Poliklinik der Freien Universität Berlin im Rudolf-Virchow-Krankenhaus im Berliner Stadtteil Wedding.

### Günter-Stüttgen-Medaille
Anlässlich der Feier zum 80. Geburtstag von Günter Stüttgen im Januar 1999 stiftete die älteste Fachvereinigung deutscher Dermatologen, die Berliner Dermatologische Gesellschaft (BDG), als deren höchste Auszeichnung die Günter-Stüttgen-Medaille für herausragende wissenschaftliche Verdienste in der Dermatologie. Sie wurde erstmals im Jahr 2000 verliehen und ist nicht mit einer finanziellen Zuwendung verbunden.

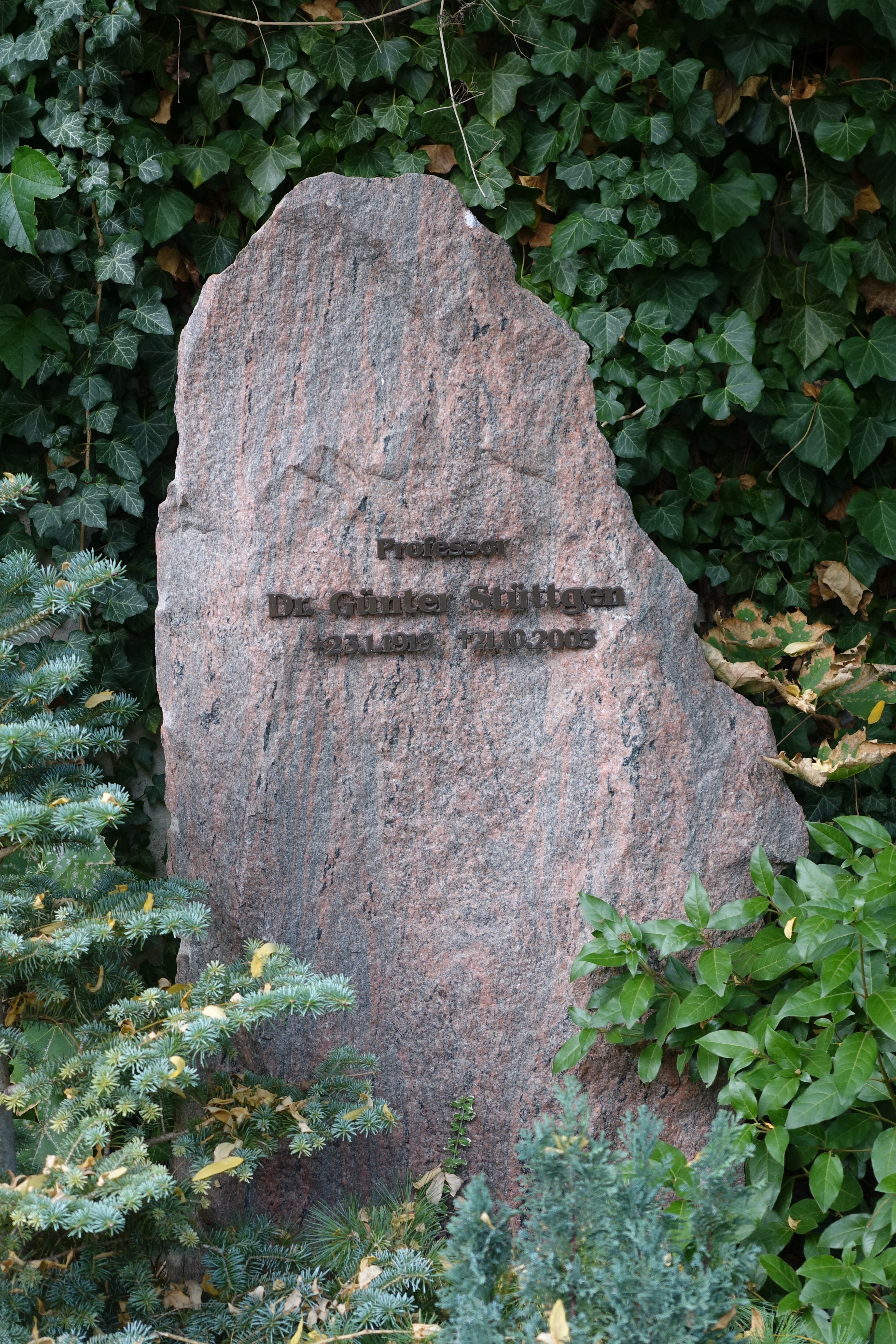
Grab Günter Stüttgens

### Tod und Grabstätte
Günter Stüttgen starb im Oktober 2003 im Alter von 84 Jahren in Berlin. Sein Grab befindet sich auf dem Friedhof Schmargendorf.

## Weiterführende Literatur
- W. C. Marsch: Günter Stüttgen (1919–2003). In: Clinics in Dermatology. Band 23, Nummer 5, 2005 Sep-Oct, S. 532–534, ISSN 0738-081X. doi:10.1016/j.clindermatol.2005.05.003. PMID 16179191.
- G. Goerz: [Günter Stüttgen on his 60th birthday]. In: Zeitschrift für Hautkrankheiten. Band 54, Nummer 2, Januar 1979, S. 39–41, ISSN 0301-0481. PMID 366938.
- H. Ippen: [The 60th anniversary of Günter Stüttgen]. In: Der Hautarzt. Band 30, Nummer 1, Januar 1979, S. 56, ISSN 0017-8470. PMID 370065.
- U. Blume-Peytavi, C. E. Orfanos: 80. Geburtstag Professor Dr. Günter Stüttgen. In: Der Hautarzt. Band 50, Nummer 12, 1999, S. 898–899. doi:10.1007/s001050051008